# Donny Osmond
Donald Clark "Donny" Osmond (Ogden, 9 december 1957) is een Amerikaanse zanger, musicus, acteur en danser. Halverwege jaren 60 kreeg hij samen met zijn vier oudere broers bekendheid als The Osmonds. 
Begin jaren 70 is Donny begonnen aan zijn solocarrière, met het coveren van hits als "Go Away Little Girl" en "Puppy Love" en in 1987 scoorde hij een hit met "I'm In It For Love", welke in Nederland op vrijdag 28 augustus 1987 Veronica Alarmschijf was op Radio 3 en een radiohit werd in de destijds twee landelijke hitlijsten op de nationale publieke popzender. De plaat bereikte de 34e positie in de Nederlandse Top 40 en de 54e positie in de Nationale Hitparade Top 100. In de Europese hitlijst op Radio 3, de TROS Europarade, werd géén notering behaald, aangezien deze lijst op donderdag 25 juni 1987 voor de laatste keer werd uitgezonden.
In België bereikte de plaat de   33e positie in de voorloper van de Vlaamse Ultratop 50 en de 24e positie in de Vlaamse Radio 2 Top 30. In Wallonië werd géén notering behaald.

## Discografie

### Albums

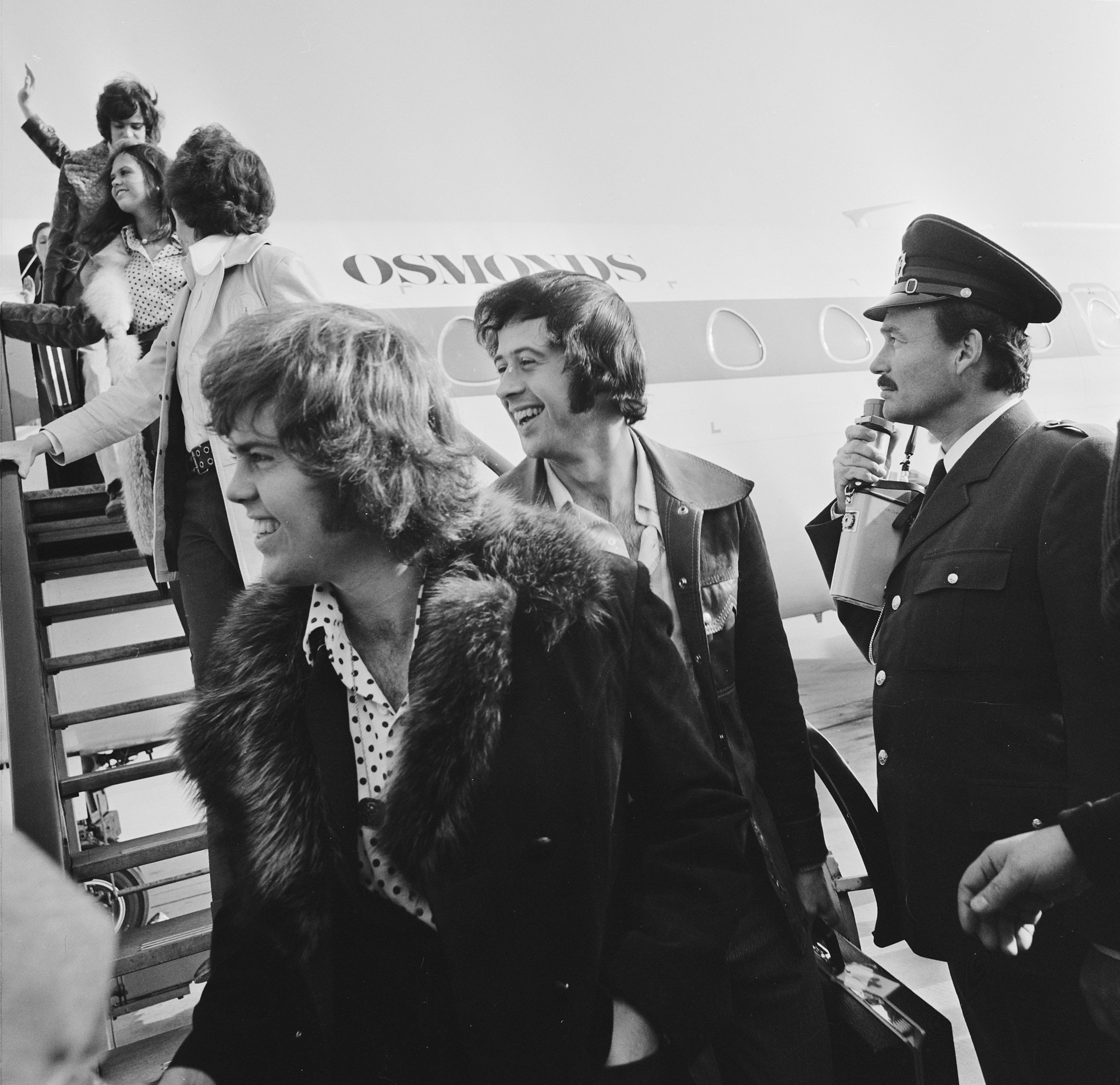
Donny Osmond (Schiphol, 1973)

- The Donny Osmond Album (1971)
- To You, with Love (1971)
- Portrait of Donny (1972)
- Too Young (1972)
- My Best to You (1972)
- Alone Together (1973)
- A Time for Us (1973)
- Donny (1974)
- Disco Train (1976)
- Donald Clark Osmond (1977)
- Donny Osmond (1989)
- Eyes Don't Lie (1990)
- Four (1997)
- This is the Moment (2001)
- Somewhere in Time (2002)
- What I Meant to Say (2005)
- Love Songs of the 70s*07)

### Albums metMarie Osmond
- I'm Leaving It All Up to You (1974)
- Make the World Go Away (1975)
- Donny & Marie: Featuring Songs from Their TV Show (1976)
- New Season (1976)
- Winning Combination (1978)
- Goin' Coconuts (soundtrack) (1978)
- Mulan (soundtrack Disney) (1998)
- Donny & Marie* (2009)
- Donny & Marie* (2011)